# 三齿琵琶蟹
三齿琵琶蟹（学名：Lyreidus tridentatus）为蛙蟹科琵琶蟹属的动物。分布于日本、夏威夷、斐济群岛、新喀里多尼亚、新西兰、澳大利亚以及中国大陆的广东、臺灣龜山島等地，生活环境为海水，一般栖息于泥沙质浅海底。